# Năstase (okręg Botoszany)
Năstase – wieś w Rumunii, w okręgu Botoszany, w gminie Mihălășeni. W 2011 roku liczyła 183 mieszkańców.